# Medio Monte primera sección
Medio Monte primera sección es una localidad del estado mexicano de Chiapas. Es parte del municipio de Tuxtla Chico.

## Demografía
| Gráfica de evolución demográfica |
|                                  |

| Censo | Población |
| ----- | --------- |
| 1940  | 380       |
| 1950  | 2 202     |
| 1960  | 979       |
| 1970  | 846       |
| 1980  | 1 470     |
| 1990  | 2 330     |
| 2000  | 2 509     |
| 2010  | 2 680     |
| 2020  | 3 408     |